# (152559) Bodelschwingh
(152559) Bodelschwingh est un astéroïde de la ceinture principale.

## Description
(152559) Bodelschwingh est un astéroïde de la ceinture principale. Il fut découvert le 12 octobre 1990 à Tautenburg par Freimut Börngen et Lutz Dieter Schmadel. Il présente une orbite caractérisée par un demi-grand axe de 2,79 UA, une excentricité de 0,29 et une inclinaison de 18,4° par rapport à l'écliptique.

## Compléments